# Johanna Long
Johanna Long, née le 26 mai 1992 à Pensacola, en Floride, est une pilote automobile américaine. Elle dispute le championnat américain de NASCAR en catégorie Nationwide Series.